# Efate
Efate (ang. Efate Island; fr. Éfaté, Île Vate) – wyspa w archipelagu Nowych Hebrydów, położona na Oceanie Spokojnym, wchodzi w skład państwa Vanuatu, stanowiąc część jego prowincji Shefa. Jest trzecią pod względem powierzchni (899,5 km²) i najludniejszą (65,7 tys. mieszkańców w 2009) wyspą tego państwa. Większość ludności zamieszkuje Port Vila (44 tys. w 2009), główne miasto wyspy i stolicę Vanuatu. Najwyższe wzniesienie na wyspie, Mount McDonald, ma wysokość 647 m n.p.m.
Podczas II wojny światowej stanowiła ważną bazę wojskową USA.